# Едвард Хајд, 1. гроф од Кларендона
Едвард Хајд, Први гроф Кларендона (енгл. Edward Hyde, 1st Earl of Clarendon; 18. фебруар 1609 — Руан, 9. децембар 1674) био је енглески државник, историчар и дворски саветник.
Кларендова политичка каријера почела је у време Кратког и Дугог парламента, када је био противник краљевих овлашћења. Када је 1641. године одбио да подржи Велику представку у којој је краљ осуђен и учињен покушај да се промени однос између Цркве и државе, Кларендон је променио страну и постао поверљив саветник Чарлса I и, касније, Чарлса II, с којим је био у изгнанству.
После рестаурације Монархије 1660, као велики канцелар Чарлса II, наставио је краљеву политику помирења. Његов утицај достигао је врхунац када му се ћерка удала за престолонаследника Џејмса, војводу од Јорка. Иако се Кларендон није слагао са законодавним мерама познатим као Кларендонски законик, који је усвојен у периоду 1661-1665. и имао је за циљ да обезбеди надмоћ Енглеске цркве у односу на католике и дисиденте, он се успротивио краљевој жељи и применио тај закон. Оштро критикован због поморских пораза током Другог енглеско-холандског рата, Кларендонов положај био је пољуљан 1667, па је побегао у Француску како би избегао опозив. Његова историја побуне (објављена 1702-1704) изванредан је приказ Енглеског грађанског рата, написана са ројалистичког становишта, али веома објективно.